# Válmíki
Válmíki, v sanskrtu वाल्मीकि, byl indický hinduistický mudrc a legendární autor eposu Rámájana.
Je označován jako „adi kavi“ (doslovně „první básník“), tedy tvůrce hinduistické „slóky“, formy poezie, v níž je napsána většina velkých hinduistických sanskrtských eposů jako Rámájana, Mahábhárata či Purány (hovoří se též o „kávjovém stylu“.)
Tradice Válmíkimu připisuje autorství Rámájany, sám v příběhu také vystupuje. Autorství je považováno za legendární, neboť o Válmíkim je známo jen minimum historických informací, nicméně odborníci se shodují, že ucelenost stylu původní Rámájany (bez dodatečně vložených náboženských částí) naznačuje, že autorem byl skutečně jediný člověk.
Válmíki knihu napsal zřejmě ve 3. století př. n. l., zpracoval přitom mnohem starší lidovou pověst. O dataci vzniku eposu se však vedou spory.